# 타이베이 시립 제일여자고급중학
'타이베이 특별시립 제일여자고등학교(臺北特別市立第一女子高等學校, 한국어: 대북시립제일여자고급중학, 영어: Taipei Municipal First Girls High School)은 중화민국(中華民國) 타이베이시(臺北市) 중정구(中正區)에 위치한 여자 고등학교이다. 인근에 총통부(總統府)가 가까이 있다. 현지에서는 북일녀(北一女), 북일여중(北一女中), 북일(北一), 일녀중(一女中) 등으로 불리기도 하며, 녹색의 교복 때문에 이 학교의 학생을 小緑緑이라고 부르기도 한다.

## 역사
1904년 대만총독부(臺灣總督府)에 의해 대만총독부 국어학교 제3부속학교(臺灣總督府國語學校第三附属學校)로서 개교해, 1909년 4월 대만총독부 고등여학교로, 같은 해 9월에 대만총독부 타이베이고등여학교로 개칭하였다. 1922년 타이베이 주립 타이베이 제일고등여학교(일본어: 台北州立台北第一高等女学校)로 거듭 개칭하였다.
1945년 중화민국 교육부에 접수되어, 타이베이 제일고등여학교, 타이베이 제이고등여학교, 타이베이 제사고등여학교가 합쳐져 대만성립 타이베이 제일여자중학(臺灣省立臺北第一女子中學)으로 개칭하였으며, 1967년 타이베이시가 대만성(臺灣省)에서 독립하자 현재의 이름으로 바뀌었다.

## 학급
학급 수는 한 학년당 26개로 총 78개이다. 학급의 이름은 각각 忠, 孝, 仁, 愛, 信, 義, 和, 平, 公, 誠, 勤, 毅, 溫, 良, 恭, 儉, 讓, 禮, 樂, 射, 御, 書, 數, 真, 善, 莊, 敬, 嚴, 正이다.

## 교호
校呼 : 唯天為大 如日方中 英姿煥發 北一女中
교호 외에도 학급마다 반호(班呼)가 있다.